# Rózsapallag
Rózsapallag (románul:Prilog) település Romániában, Szatmár megyében.

## Fekvése
Az Avas-hegységben, Avasújvárostól északkeletre, Kőszegremete és Avasújváros között fekvő település.

## Története
Rózsapallag (Parlag) Árpád-kori település. Nevét az oklevelek 1270  említették Barlag (Parlag) néven, mikor az örökös nélkül elhalt Benedeknek, V. István király volt országbírójának birtokát V. István király a Pok nemzetségből származó Meggyesi Móric fia Miklósnak adományozta. Parlag ekkor már régen fennállhatott, mivel a privilégium már előbb is említette nevét.
1490-ből származik a következő adat. Ekkor a települést Parlag-néven említették, ősi birtokosának a Parlagi család avassági uradalmának ez volt a legöregebb telepe. Az övék maradt egészen 1551-ig, mikor a Parlagi család fiú ágon kihalt.
1491-ben Szinér vár tartozéka volt, melyet Megyesaljai Móróc István feleségének, a Hunyad megyei Malomvizi Kenderesi János Margit nevű leányának adott, a birtok azonban ekkor Szennyesi Györgynél volt zálogban.
1557-ben Somlyai Báthory István az egész települést az Avassági uradalom-hoz csatolta.
1625-ben Bethlen István örökölte, majd a Rákócziaké lett.
1711-ben a birtokot gróf Károlyi Sándor kapta meg.
A 18. században több család is részbirtokot szerzett itt; így a gróf Teleki, gróf Károlyi, gróf Kornis, gróf Barkóczy, báró Bánffy, bá Vécsey, báró Wesselényi, báró Huszár, a Gáspár, Irinyi, Becsky, Matay, Geöcz, Lónyay, Melczer, Boross és Winkler családok is.
1851-ben Fényes Elek írta a településről:
"Rózsapallag, Szatmár vármegyében, az Avasságon, kies magas helyen, ahonnan az avassági falukat belátni: 563 görög katholikus lakossal, kik erdejöket csaknem egészen kiirtották. Földes ura Teleki, Károlyi, Kornis, gróf Vesselényi, Vécsey, Huszár bárók stb."
1910-ben 750 lakosából 132 magyar, 617 román volt. Ebből 652 görögkatolikus, 44 református, 36 izraelita volt.
A trianoni békeszerződés előtt Szatmár vármegye Avasi járásához tartozott.

## Nevezetességek
- Görögkatolikus temploma – 1870-ben épült.
- Ortodox temploma